# Really Don't Care
«Really Don't Care» —en español: «Realmente no importa»— es una canción de la cantante y actriz norteamericana Demi Lovato, lanzada como cuarto sencillo de su cuarto álbum de estudio, Demi (2013). Cuenta con la colaboración vocal de la cantante británica Cher Lloyd. La canción fue compuesta por las intérpretes, junto a Savan Kotecha, Carl Falk y Rami Yacoub, mientras que estos dos últimos fueron los encargados de su producción. Alcanzó su octavo top 40 en la lista Billboard Hot 100 alcanzando la posición 26 y  su cuarto top 10 en la Pop Songs en el número siete.

## Composición
«Really Don't Care» es una canción perteneciente al género pop, incorporando elementos del dance pop, pop rock y teen pop.
Líricamente, es una canción que transmite un mensaje de desafío a un ex-amante, con líneas como «Even if the stars and moon collide, I never want you back into my life».

## Rendimiento comercial
«Really Don't Care» tuvo un buen recibimiento comercial. Debutó antes de ser lanzado como sencillo en la posición número noventa y ocho en la lista Billboard Hot 100 y en la cincuenta de la Digital Songs con más de 37 500 copias digitales vendidas en la semana que el álbum DEMI debutara en la Billboard 200. A la siguiente semana, descendió con 13 600 ejemplares comercializados, para ese entonces, ya había logrado más de 51 000 descargas despachadas.Al ser lanzado Como sencillo reentró en el Billboard Hot 100 en la posición 96 Para subir en la siguiente semana a la 37 gracias al streaming del video oficial.En la semana número 11 alcanzó la posición 26 además de la posición 28 en el "Canadian Hot 100".

## Vídeo musical
El vídeo musical fue lanzado el 26 de junio de 2014, luego de varios adelantos compartidos por la cantante en su cuenta oficial de Youtube e Instagram. 
El vídeo comienza con Lovato hablando durante una marcha a favor de los derechos de la comunidad LGBT con la frase "Jesús ama a todos", para luego dar paso a la música donde se ven extractos de su presentación durante el desfile, acompañados de imágenes del mismo. Luego del primer coro el escenario cambia a un cuarto con fondo rosa donde transcurren varios planos de Lovato cantando y bailando junto a personas de variados looks. El vídeo fue filmado el 8 de junio de 2014 en el LA Pride Parade y contiene cameos de Perez Hilton, Kat Graham, Shame Bitney Crone, Bria & Chrissy, John Taylor, Travis Barker y Wilmer Valderrama, además de la aparición de Cher Lloyd durante el puente de la canción. El video fue dirigido por Ryan Pallota, y además, está prohibido en algunos países por su contenido.

### Video lírico
El video lírico fue lanzado el 14 de mayo de 2014. El vídeo cuenta con la colaboración de fanáticos brasileños que realizan lipsync mientras la canción avanza, además de algunas imágenes de Lovato durante la parte sudamericana de su gira The Neon Lights Tour, en las cuales se pueden ver a su banda, los guardias de seguridad, e incluso a sus hermanas cantando la canción. Al finalizar, se muestra un mensaje de agradecimiento a los fanáticos por ayudar en la realización de este vídeo.

## Lista de canciones
Digital remixes

| N.º | Título                                            | Duración |  |
| 1.  | «Really Don't Care» (DJLW Remix)                  | 4:31     |  |
| 2.  | «Really Don't Care» (Toy Armada & DJ GRIND Remix) | 5:38     |  |
| 3.  | «Really Don't Care» (Cole Plante Remix)           | 5:08     |  |
| 4.  | «Really Don't Care» (Digital Dog Remix)           | 5:08     |  |

## Posicionamiento en listas

### Semanales
| País            | Lista                      | Mejor posición |
| --------------- | -------------------------- | -------------- |
| Australia       | Australian Singles Chart   | 73             |
| Brasil          | ABPD                       | 76             |
| Canadá          | Canadian Hot 100           | 24             |
| Canadá          | Hot Canadian Digital Songs | 29             |
| Eslovaquia      | Slovakia Digital Singles   | 69             |
| Estados Unidos  | Billboard Hot 100          | 26             |
| Estados Unidos  | Digital Songs              | 25             |
| Estados Unidos  | Radio Songs                | 19             |
| Estados Unidos  | Pop Songs                  | 7              |
| Estados Unidos  | Adult Pop Songs            | 28             |
| Estados Unidos  | Dance/Club Songs           | 1              |
| Filipinas       | Philippines Singles Chart  | 3              |
| Irlanda         | Irish Singles Chart        | 82             |
| Nueva Zelanda   | NZ Top 40 Singles          | 36             |
| Reino Unido     | UK Singles Chart           | 92             |
| República Checa | Czech Digital Singles      | 36             |

### Certificaciones
| País           | Organismo certificador | Certificación | Simbolización | Ventas certificadas | Ref.   |
| -------------- | ---------------------- | ------------- | ------------- | ------------------- | ------ |
| Estados Unidos | RIAA                   | 2× Platino    | ▲             | 2 000 000           | [ 20 ] |
| Noruega        | IFPI — Noruega         | Platino       | ▲             | 60 000              | [ 21 ] |
| Reino Unido    | BPI                    | Plata         |               | 200 000             | [ 22 ] |